# Текутьевский бульвар

Памятник А. И. Текутьеву

Текутьевский бульвар расположен в Тюмени вдоль улицы Республики рядом с Текутьевским кладбищем в Ленинском районе города. Назван в честь тюменского купца, предпринимателя и мецената Андрея Ивановича Текутьева.

## История
Андрей Текутьев много сделал для своего города, но как-то так получилось, что в Тюмени ни одна улица не была названа в его честь. Только в XXI в. в начале 2002 г. на заседании постоянной комиссии по организации городского самоуправления депутат В. В. Михайлов выдвинул предложение сохранить имя Текутьева в названиях улиц Тюмени. Эта идея сама по себе была здравой, и комиссия вынесла на городской совет по топонимике предложение переименовать Водопроводную улицу в улицу Текутьева. Однако на данном этапе возникли сложности. Во-первых, переименование улиц и всех сопутствующих документов само по себе является дорогостоящим мероприятием, во-вторых, Водопроводная улица является исторической — именно на ней в 1860-е гг. был проложен первый тюменский водопровод. В качестве альтернативы появился вариант назвать в честь А. И. Текутьева ещё недостроенную набережную реки Туры, однако на тот момент перспективы окончания строительства были более чем неясны, и от этого варианта также отказались. В своё время сквер рядом с домом детского творчества назывался садом Текутьева, и почётный гражданин Тюмени, профессор В. Е. Копылов, предложил вернуть ему прежнее название. Но этот уголок города представлял собой жалкое зрелище — несколько кривых деревьев, сломанная чугунная ограда и крайне запущенный вид — и не слишком подходил для увековечения имени Текутьева. 16 декабря 2002 г. В. В. Михайлов предложил для переименования улицу Дзержинского, на которой отсутствовали крупные фирмы и учреждения. Но в конце-концов была принята идея совета по топонимике о присвоении имени Текутьева бульвару в районе Текутьевского кладбища.
Этот бульвар появился в 1986 г., когда в преддверии 400-й годовщины со дня образования Тюмени проводилась реконструкция улицы Республики. До этого Текутьевское кладбище, ограждённое непрезентабельным грязно-зелёным дощатым забором, примыкало к самой улице, но после реконструкции границы кладбища отодвинули на 50 метров вглубь. Кладбище огородили новой чугунной оградой, освобождённую территорию облагородили, вырубив старый кустарник (в том числе редкий сорт черёмуха Маака) и посадив новый, дорожку заасфальтировали, поставили скамейки.
Распоряжение о присвоению бульвару имени А. И. Текутьева было подписано 28 апреля 2003 г. главой Тюмени С. М. Киричуком, и на новом бульваре в 2004 г. соответствующие указатели заняли своё законное место.

## Бульвар Текутьева сегодня
Длина бульвара составляет около 350 м. Он усажен тополями, берёзами и елями, возраст некоторых из них превышает 100 лет. Дорожки в 2005 г. выложены брусчаткой. В 2008 г. на бульваре был установлен памятник Текутьеву.